# Нигар Ханим
Нигар Ханим (Истанбул, 1856 — Истанбул, 1. април 1918), такође позната као Нигар бинт-и Осман, била је османска песникиња, као и прва жена драмски писац у Османском царству. Она је важна ауторка у турској поезији после Танзиматске реформе.

## Биографија
Нигар Ханим је рођена у Истанбулу, као кћи Маџара Османа-паше, османског племића мађарског порекла. Њен отац, Адолф Фаркаш, учествовао је у Мађарској револуцији 1848-49. и после њеног неуспеха тражио је азил у Османском царству. Заједно са многим другим Мађарима, придружио се турској војсци. Када је примио ислам узео је име Осман Нихали. Школовала се у Француској школи (Fransız Mektebi) у Кадикоју (данас једна од општина у азијском делу Истанбула), а касније је образовање добијала од приватних наставника у свом дому. Говорила је осам језика, измећу осталих француски, грчки, арапски и немачки, и у младости свирала клавир.
Удала се са четрнаест година, али се развела већ после неколико година веома несрећног брака. У том браку добила је сина Феридуна Беја, који је постао професор француског језика на колеџу и био учитељ Шехзадеа Ахмеда Нихада, унука султана Мурата V.
Њена рана поезија била је у традиционалном диван стилу али је касније, под утицајем Реџаизаде Махмута Екрема и других, усвојила модернистички став, под утицајем западне поезије тог времена. Била је добро упозната са културама Истока и Запада. Своју прву књигу, Efus I, објавила је 1877. године и то је била прва збирка поезије написана у западњачком стилу од стране једне песникиње у Турској. У овим песмама стил писања, избор тема и песнички израз снажно одражавају женски сензибилитет. У својим делима је следила поезију западног стила, што је имало пресудан утицај на рађање модерне турске поезије. Такође је писала драме. Њен дневник је јединствен извор о Турској пре и током Другог светског рата. Поред поезије писала је и прозу и превела неколико дела. Њене су песме биле веома популарне захваљујући часопису Hanımlara Mahsus Gazete (Лист за госпође), који је излазио од 1895. до 1908. године и био веома значајан за промоцију стваралаштва жена. У часописима је објављивала песме под псеудонимом Урјан Калп (Голо срце). За њене песме су музику компоновали познати композитори.
У приватном животу била је позната и уважена личност свог времена. Њен друштвени положај, начин живота и стил одевања имали су велики утицај на тадашње друштво и положај жена у њему. Салони њене куће у Шишлију, где је организовала књижевне вечери, били су место окупљања културне елите тог доба. Осим великих турских имена тамо гостовали и светски познати писци, као што је Пјер Лоти. Једна од гошћи литерарних вечери у том дому била је и Фатма Алије, прва права романсијерка у Турској.
Последњих година живота провела је све изолованија и болесна. Умрла је 1918. године у Истанбулу. Сахрањена је на гробљу Кајалар у Румелихисару, поред мајке и оца.

## Одабрана дела

### Поезија
- Efsus I (Авај I, 1986)[1]
- Efsus II (Авај II, 1890)
- Nîrân (Ватрене песме, 1896)
- Aks-i Sada (Одјек, 1900)[3]
- Safahat-ı Kalb
- Elhan-ı Vatan

### Проза
- Safahât-ı Kalb (Фазе срца, љубавна писма, 1901)
- Elhân-ı Vatan (Гласови земље, 1916)[3]

### Драма
- Grive (Брдо, драма у 3 чина, објављена 1910, постављена 1912)
- Tesir-i Aşk (Опис љубави, није објављена)[3]

### Мемоари
- Hayatımın Hikâyesi (Османова ћерка: Прича мог живота, 1959)

У својим мемоарима Нигар Ханим дала је увид у унутрашњи живот једне врло образоване и за своје време, модерне жене с почетка 20. века у Турској. Ови мемоари су, по њеној жељи, објављени неколико деценија након њене смрти. Део њених мемоара, у којима се налази 20 свезака, припремио  јењен син Салих Керамет Нигар 1959. године.

## Награде и признања
За свој хуманитарни рад одликована је Орденом за милосрђе (Şefkat Nişanı).
Њена литература и лични предмети чувају се у различитим институцијама у Турској. Најважнија успомена на њу је у Музеју Asariye Müzesi, где има спомен-собу.
Године 1998. у истанбулском округу Бешикташ отворен је парк Şairler Sofası (Песничка софа, Хол песника). У њему је Нигар Ханим представљена појединачном скулптуром, али и на заједничкој, са још шест познатих песника.